# Hamersleben
Hamersleben ist ein Ortsteil der Gemeinde Am Großen Bruch im Landkreis Börde in Sachsen-Anhalt. Bekannt ist der Ort durch das Kloster Hamersleben.

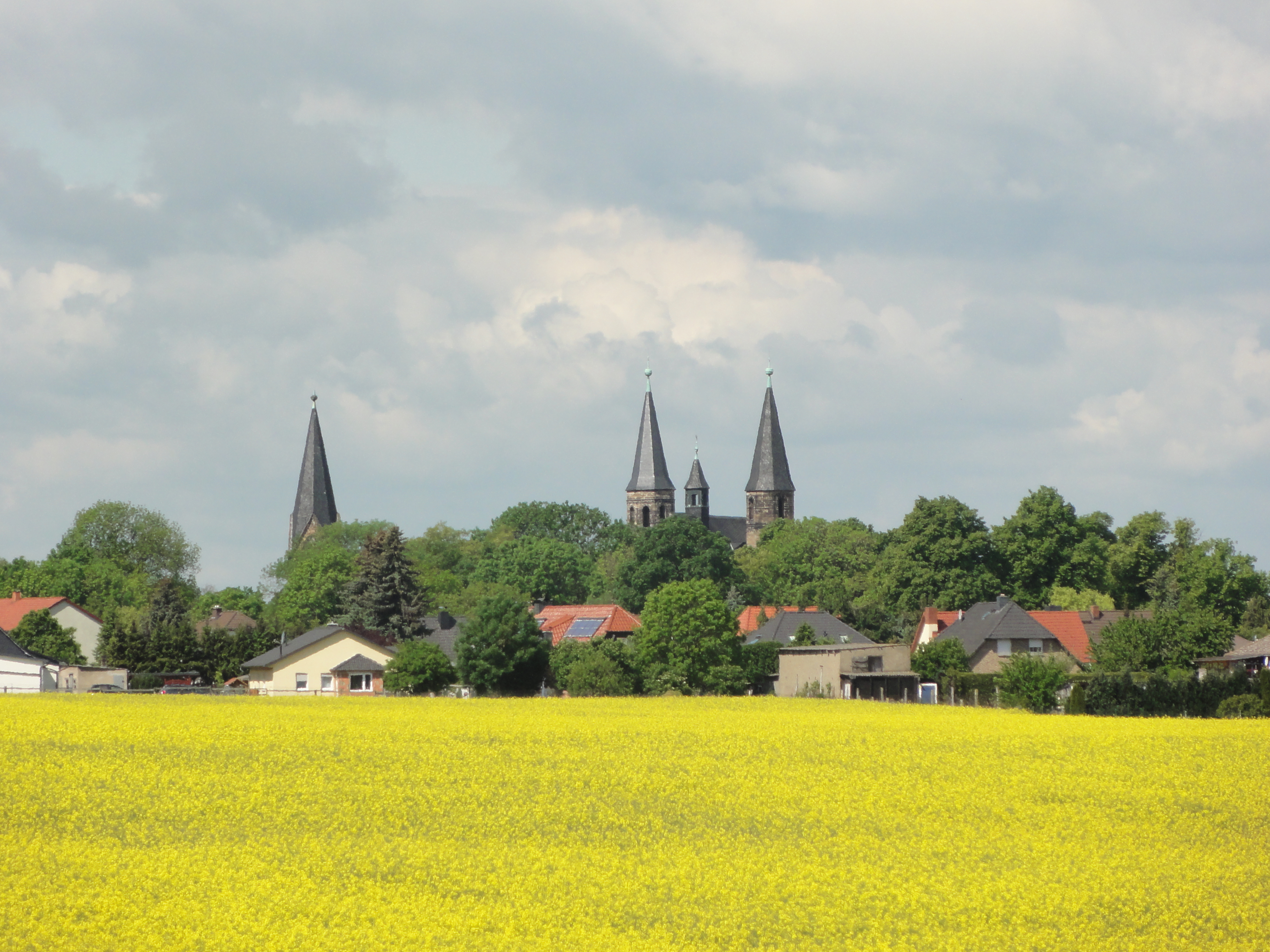
Ortsansicht

## Geschichte

### Mittelalter
Hamersleben wurde in einer Schenkungsurkunde des Kaisers Heinrich II. im Jahre 1021 erstmals erwähnt.
In Hamersleben befindet sich die Kirche des 1107 gestifteten Klosters Hamersleben, das als Augustiner-Chorherrenstift im Bistum Halberstadt entstand. Hier erhielt Hugo von St. Viktor seine erste Ausbildung, bevor er nach Paris ging.
Im Hochmittelalter befanden sich mehrere Höfe in Hamersleben im Besitz der Gräfin Adelheid. Zehn Höfe verkaufte sie dem hiesigen Kloster. Über ihre Verwandten, die Grafen von Dassel und von Regenstein, gelangten die übrigen als Schenkung an das Kloster Marienthal, das sie an das hiesige Kloster verkaufte.

### Neuzeit
Ab 1820 befanden sich die Braunkohlegruben Friederike, Marie und Ludwig zu Hamersleben sowie ab 1854 die Zeche Columbus bei Hamersleben. Der Ort war seitdem durch den Braunkohleabbau geprägt. Der nordöstlich liegende See Herzspiel entstand aus den eingestürzten Schächten der ehemaligen Grube Vereinigte Friederike. Der Tagebau der Gewerkschaft Vereinigte Friederike wurde 1924 eingestellt.
1856 öffnete eine Zuckerfabrik, von der man heute nur noch das Wohngebäude an der Fabrikstraße sieht, 1857 gründete Andreas Kremmling Senior (1818–1897) eine Brot- und Nährzwiebackfabrik, woraus 1927 die OKA-Spezialmaschinenfabrik hervorging; diese schloss 1939 aufgrund von Materialmangel und verlagerte sich 1948 nach Darmstadt – das Unternehmen existiert heute noch. Zudem war auch der Bäckermeister Wilhelm Kinkartz aus Aachen als Geschäftsführer der Kinkartz Vorweidener Kraftzwieback-Fabrik um 1936/37 dort ansässig, das Unternehmen Kinkartz existiert ebenfalls heute noch und gehört zur Lambertz-Gruppe. Am 30. September 1928 wurde der Gutsbezirk Klostergut Hamersleben mit der Landgemeinde Hamersleben vereinigt. Auf dem Mühlenberg stand eine Motormühle, die Anfang der 1950er Jahre abbrannte.
Die Gemeinde Hamersleben war Mitglied in der Verwaltungsgemeinschaft Hamersleben. Durch den freiwilligen Zusammenschluss der Gemeinden Gunsleben, Hamersleben und Neuwegersleben entstand am 1. Juli 2004 die neue Gemeinde Am Großen Bruch.

## Wappen

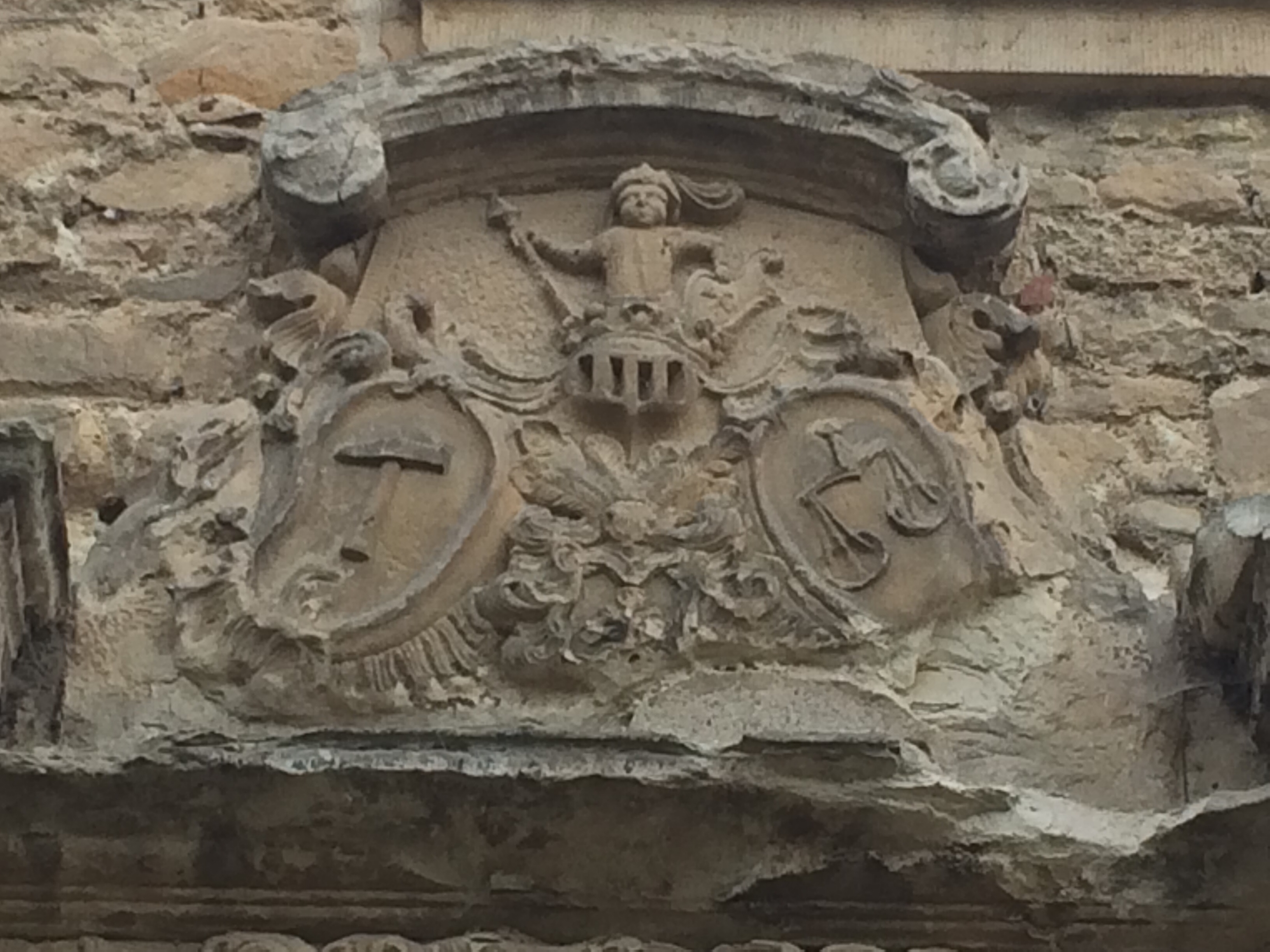
Wappendarstellungen des Klosters

Der Hammer ist auf die Deutung des aus dem Althoch- oder Mitteldeutschen stammenden Begriffes „Hamer“ abgeleitet. Zum anderen befindet sich der Hammer auch auf Wappenschilden, die aus den Jahren 1751 und 1766 stammen und auf dem Klostergelände zu finden sind. Auch im Kirchensiegel hält der heilige Pankratius neben dem Speer einen Hammer. Die Farben entsprechen denen des ehemaligen Bistums Halberstadt, dem Hamersleben einst zugehörig war.
Das Wappen wurde von der Heraldischen Gesellschaft „Schwarzer Löwe“ Leipzig gestaltet. Das Wappen wurde am 16. Mai 1994 durch das Regierungspräsidium Magdeburg genehmigt.

## Religionen
- Die katholische Kirche St. Pankratius, ehemalige Klosterkirche, gehört heute zur Pfarrei St. Marien mit Sitz in Oschersleben.
- Die evangelisch-lutherische Kirche St. Petri befindet sich südlich der katholischen Kirche, sie wurde um 1900 erbaut. Ihre Gemeinde gehört zum Kirchenkreis Egeln der Evangelischen Kirche in Mitteldeutschland.

## Sehenswürdigkeiten
- Die hochromanische Stiftskirche St. Pankratius enthält einen typisch barocken Hochaltar, eine mächtige Orgel sowie dreizehn Apostelfiguren. Sie ist eine Station an der Straße der Romanik.
- Die neuromanische Petrikirche enthält eine Wilhelm-Rühlmann-Orgel.

## Persönlichkeiten
- Siegfried Schlaaff (1929–nach 2014), Veterinärmediziner und Hochschullehrer